# Heisuke Hironaka
Pour les articles homonymes, voir Hironaka.
Heisuke Hironaka (広中 平祐, Hironaka Heisuke, né le 9 avril 1931 dans la préfecture de Yamaguchi) est un mathématicien japonais qui travaille en géométrie algébrique. Il a reçu la médaille Fields en 1970.

## Biographie
Hironaka a été un étudiant en doctorat d'Oscar Zariski en même temps que David Mumford et Michael Artin.
Il est connu pour sa preuve obtenue en 1964 que les singularités des variétés algébriques admettent des résolutions (en) en caractéristique nulle. Ceci signifie que pour toute variété projective intègre X sur un corps de caractéristique nulle, il existe un morphisme birationnel X'→X avec X' projective non singulière. Pour ce travail d'une importance inestimable, il a reçu la médaille Fields en 1970. Il était le second mathématicien japonais à être ainsi honoré, après Kunihiko Kodaira en 1954.
Il a été longtemps professeur à Harvard mais vit maintenant au Japon, où il est très respecté et influent.
Parmi ses étudiants de thèse figurent David Bayer (en), William Haboush et Bernard Teissier.
Il est marié à la femme politique et écrivaine Wakako Hironaka.
Anecdote : il a écrit un article sous le pseudonyme de Kobayashi Issa, qui fut un célèbre auteur japonais de haikus. Il y a donc en analyse complexe un théorème de Issa.